# Paradiski
Paradiski är samlingsnamnet på ett skidområde i Vanoisedalen i Tarantaise, Savoie Frankrike. Paradiski (Les Arcs, Peisey Vallandry samt La Plagne, Montchavin, etcetera) är förbundna med kabinbanan Vanoise Express från 2003 som var världens högst belägna skidlift över marken innan Whistler Blackcomb byggde "Peak 2 Peak" 2008. Paradiski är snösäkert då man åker skidor på hög höjd inklusive två glaciärer. Les Arcs har en pist – Aguille Rouge – som har den högsta fallhöjden bland alla skidorter i Europa, på 2 100 meter.
I Tarentaiseområdet ligger den största koncentrationen av berömda skidorter i världen. Grannsystemen är Espace Killy (Val d'Isère och Tignes) samt Les Trois Vallées (Courchevel, Meribel, Val Thorens). Ett veckoliftkort i Paradiski gäller även för ett dagsbesök i grannsystemen. Det har funnits planer att bygga ihop liftarna i dessa tre system till ett som i så fall skulle bli världens i särklass största, men har omöjliggjorts då delar av Tarantaise är naturskyddsområden.